# Slowakische Fußballnationalmannschaft/Europameisterschaften
Der Artikel beinhaltet eine ausführliche Darstellung der slowakischen Fußballnationalmannschaft bei Europameisterschaften und den Qualifikationen dazu. Die Slowakei konnte sich im Oktober 2015 erstmals für die 2016 in Frankreich stattgefundene EM-Endrunde qualifizieren, während sich Tschechien seit der Aufspaltung der Tschechoslowakei immer qualifizieren konnte. Auf dem Gebiet der heutigen Slowakei geborene Spieler stellten von 1960 bis 1976 einen bedeutenden Anteil der tschechoslowakischen Mannschaft und trugen maßgeblich zum Erfolg bei. So erzielte Ladislav Jurkemik im Spiel um Platz 3 bei der EM 1980 das letzte Tor für die tschechoslowakische Mannschaft bei einer Europameisterschaft.

## Übersicht
| Jahr | Gastgeberland           | Teilnahme bis …    | Letzte(r) Gegner         | Ergebnis | Trainer           | Bemerkungen und Besonderheiten |
| ---- | ----------------------- | ------------------ | ------------------------ | -------- | ----------------- | --- |
| 1996 | England                 | nicht qualifiziert |                          |          |                   | In der Qualifikation an Rumänien und Frankreich gescheitert. |
| 2000 | Niederlande und Belgien | nicht qualifiziert |                          |          |                   | In der Qualifikation an Rumänien und Portugal gescheitert. |
| 2004 | Portugal                | nicht qualifiziert |                          |          |                   | In der Qualifikation an England und der Türkei gescheitert, die sich auch nicht qualifizieren konnte. |
| 2008 | Österreich und Schweiz  | nicht qualifiziert |                          |          |                   | In der Qualifikation an Tschechien und Deutschland gescheitert. |
| 2012 | Polen und Ukraine       | nicht qualifiziert |                          |          |                   | In der Qualifikation an Russland und Irland gescheitert. |
| 2016 | Frankreich              | Achtelfinale       | Deutschland              | 14.      | Ján Kozák         | Nach einer Auftaktniederlage gegen Wales, einem Sieg gegen die Russen und einem Remis gegen England als bester Gruppendritter das Achtelfinale erreicht. |
| 2021 | Europa                  | Vorrunde           | Polen, Schweden, Spanien | 19.      | Štefan Tarkovič   | Die Slowakei hatte zunächst zusammen mit Tschechien Interesse an einer Zweier-Kandidatur bekundet. Nachdem entschieden wurde die Endrunde in mehreren europäischen Städten auszurichten, sich dann aber nicht um die Ausrichtung von Spielen beworben. In der Qualifikation scheiterten die Slowaken an Kroatien und Wales, konnten sich dann aber über den Play-off-Weg gegen die beiden Mannschaften der irischen Insel durchsetzen. Bei der Endrunde schieden sie nach einem Sieg und zwei Niederlagen als schlechtester Gruppendritter aus. |
| 2024 | Deutschland             | Achtelfinale       | England                  |          | Francesco Calzona | In der Qualifikation als Gruppenzweiter hinter Portugal und vor Luxemburg, Island, Bosnien & Herzegowina sowie Liechtenstein qualifiziert. Bei der Endrunde waren Belgien, Rumänien und die Ukraine die Gegner in der Vorrunde. |

## Endrunden mit 16 Teilnehmer

### EM 1996
Das erste große Fußballturnier, an dem die slowakische Nationalmannschaft nach der Aufspaltung der Tschechoslowakei teilnehmen wollte, war die EM 1996 in England. Trainiert wurden sie seit 1993 von Jozef Vengloš, der zuvor bereits mehrmals die Tschechoslowakei trainiert hatte. In der Qualifikation trafen sie auf Rumänien, Frankreich, Polen, Israel und Aserbaidschan, von denen wie die Slowaken auch die Aserbaidschaner und Israelis erstmals an der Qualifikation teilnahmen. Die Slowaken starteten mit einem 0:0 gegen Frankreich und einem 2:2 nach 2:0-Führung in Israel, bei dem Stefan Rusnak das erste Qualifikationstor für die Slowakei erzielte. Nach einer 2:3-Niederlage gegen Rumänien konnte mit einem 4:1 gegen Aserbaidschan der erste Qualifikationssieg erspielt werden. Mit zwei hohen Niederlagen in Frankreich und Polen wurde dann die Qualifikation verspielt, denn am Ende fehlten genau sechs Punkte, um Platz 2 zu erreichen. Damit endete die Amtszeit von Vengloš, sein Nachfolger wurde Jozef Jankech, dem es aber nicht mehr gelang, das Ruder herumzureißen. Rumänien, das durch ein 2:0 in der Slowakei am letzten Spieltag Gruppensieger wurde, und Frankreich als sechstbester Gruppenzweiter fuhren zur EM-Endrunde.

### EM 2000
In die Qualifikation für die EM 2000 gingen die Slowaken noch mit Jankech als Nationaltrainer und wieder war Rumänien einer der Qualifikationsgegner. Zudem trafen sie auf Portugal, Ungarn, wieder Aserbaidschan und Liechtenstein. Die Slowaken starteten mit zwei ungefährdeten Siegen gegen Aserbaidschan und in Liechtenstein, konnten dann aber in vier Spielen kein Tor erzielen, wovon sie zwei verloren, darunter das erste mit 0:3 gegen Portugal, woraufhin die Amtszeit von Jankech endete. Den Posten übernahm zunächst für ein Spiel Dušan Radolský, dann sollte Dušan Galis Nationaltrainer werden, der den Posten aber nur behalten wollte, wenn František Laurinec nicht Verbandspräsident würde. Da dieser gewählt wurde, trat er zurück und Jozef Adamec übernahm den Posten, konnte die Leistungen der Mannschaft aber zunächst nicht verbessern. Zwar wurde nach den vier Spielen ohne Torerfolg mit 1:0 in Ungarn gewonnen, aber das anschließende Heimspiel gegen Rumänien mit 1:5 verloren. Damit war die Qualifikation verpasst, woran auch die beiden letzten Siege gegen Aserbaidschan und Liechtenstein nichts mehr änderten. Adamec blieb zunächst im Amt, verpasste dann aber auch die Qualifikation für die WM 2002.

### EM 2004
Nach der verfehlten Qualifikation für die Fußball-Weltmeisterschaft 2002 hatte Ladislav Jurkemik das Amt des Nationaltrainers übernommen. Gruppengegner in der Qualifikation waren England, die Türkei, Mazedonien und wieder Liechtenstein. Die Slowaken begannen mit Niederlagen in der Türkei und gegen England, worauf Siege in Mazedonien und gegen Liechtenstein folgten. Mit knappen Niederlagen gegen die Türkei und England wurde dann die Qualifikation vergeben und wieder nur der dritte Platz belegt. Damit endete die Amtszeit von Jurkemik und Dušan Galis übernahm das Amt, obwohl František Laurinec weiterhin Verbandspräsident war. Ihm gelang es aber nicht, die Slowaken zur WM 2006 zu führen, wobei sie erst in den Playoffs der Gruppenzweiten an Spanien scheiterten.

### EM 2008
In der Qualifikation zur Europameisterschaft 2008 traf die nun von Ján Kocian trainierte Slowakei auf Tschechien, Deutschland, Irland, Wales, Zypern und San Marino. Die Slowaken konnten nur beide Spiele gegen Zypern und San Marino sowie in Wales gewinnen und gegen Irland ein Remis erreichen. Alle anderen Spiele wurden verloren, so dass diesmal nur der vierte Platz heraussprang. Gruppensieger Tschechien und Deutschland als Gruppenzweiter erreichten die Endrunde der EM. Kocian blieb zunächst im Amt, da aber Anfang 2008 drei Freundschaftsspiele verloren wurden, trennte sich der slowakische Verband von ihm. Sein Nachfolger wurde Vladimír Weiss, dem es gelang, die Slowaken zur WM 2010 zu führen, wo sie in der Gruppenphase Titelverteidiger Italien ausschalteten, im Achtelfinale aber gegen den späteren Vizeweltmeister Niederlande verloren.

### EM 2012
Nach der erfolgreichen WM-Qualifikation hatten die Slowaken auch die Hoffnung sich erstmals für die EM-Endrunde zu qualifizieren. In einer Gruppe mit Russland, Irland, Armenien, Mazedonien und Andorra wurde aber nur der vierte Platz belegt. Dabei hatten die Slowaken zum Auftakt nach einem 1:0 gegen Mazedonien auch in Russland mit 1:0 gewonnen, verloren dann aber in Armenien mit 1:3. In den folgenden Spielen wurde auch nie mehr als ein Tor erzielt und selbst gegen Andorra reichte es nur zu knappen 1:0-Siegen. Weiss, der seit August 2011 auch den slowakischen Meister ŠK Slovan Bratislava trainierte, trat am 30. Januar 2012 als Nationaltrainer zum 31. Januar zurück. Ihm folgte Stanislav Griga, der aber in der Qualifikation für die WM 2014 keinen Erfolg hatte.

## Endrunden mit 24 Teilnehmer

### EM 2016

Startaufstellungen im ersten EM-Spiel der Slowaken gegen Wales

2016 wird die Endrunde erstmals mit 16 Mannschaften ausgetragen. Bei der am 23. Februar 2014 durchgeführten Auslosung der Qualifikationsgruppen waren die Slowaken in Topf 3. Für die Qualifikation wurden die Slowaken, die seit Juli 2013 von Ján Kozák trainiert werden, in die Gruppe mit Titelverteidiger Spanien, der Ukraine, Belarus, Luxemburg und wieder Mazedonien gelost. Nach einem 1:0-Auftaktsieg in der Ukraine wurde mit dem 2:1 im Heimspiel gegen den Titelverteidiger ein erstes Ausrufungszeichen gesetzt. Da auch die folgenden vier Spiele gewonnen wurden, führten die Slowaken nach sechs Spielen die Tabelle ohne Punktverlust an. Dann wurde aber in Spanien verloren, im Heimspiel gegen die Ukraine nur ein 0:0 erreicht und auch das Heimspiel gegen Belarus verloren, worauf die Qualifikation wieder gefährdet war. Am letzten Spieltag wurde aber mit einem 4:2 in Luxemburg nach 3:0-Führung der zweite Platz gefestigt, zumal die Ukraine ihr Heimspiel gegen Spanien verlor. Damit war die Slowakei erstmals für die Endrunde qualifiziert. Da sich auch Tschechien wieder für die Endrunde qualifizierte, nehmen erstmals beide Nachfolgestaaten der Tschechoslowakei an einem großen Turnier teil. Zuvor gelang immer nur einer von beiden oder keiner die Qualifikation.
Für die Auslosung der Endrundengruppen war die Slowakei in Topf 3 gesetzt. Da sich die Ukraine in den Playoffs der Gruppendritten gegen Slowenien durchsetzte, kam auch Tschechien in Topf 3, so dass beide in der Gruppenphase nicht aufeinander treffen können. Die Slowakei wurde der Gruppe mit England und Russland sowie Wales zugelost, gegen das die Slowaken ihr erstes EM-Spiel verloren. Gegen Russland gelang anschließend der erste Sieg bei einer EM-Endrunde. Durch ein 0:0 gegen England zogen die Slowaken als bester Gruppendritter ins Achtelfinale, wo sie auf Weltmeister Deutschland treffen, gegen den sie bei einem Testspiel kurz vor der EM mit 3:1 gewonnen hatten, das aber von teilweise schlechten Platzverhältnissen nach einem Unwetter beeinträchtigt war. Das Achtelfinale verlief dann anders als das Testspiel: die deutsche Mannschaft dominierte von Beginn an und ging früh in Führung, konnte aber anschließend einen Foulelfmeter nicht nutzen, um die Führung auszubauen. Die Slowaken kamen erst kurz vor der Halbzeitpause zu ihrer ersten Torchance, die nicht genutzt wurde und nach der prompt das 0:2 fiel. In der zweiten Halbzeit konnten die Slowaken das Spiel zwar etwas offener gestalten und bekamen einige Freistöße in aussichtsreicher Position, die aber das Tor verfehlten. Nach dem 0:3 waren beide Mannschaften nicht mehr intensiv um eine Ergebnisverbesserung bemüht. So schieden die Slowaken wie bei ihrer ersten WM-Teilnahme 2010 im Achtelfinale aus, konnten diesmal den amtierenden Weltmeister aber nicht ausschalten.

### EM 2021
Die Slowakei hatte zunächst zusammen mit Tschechien Interesse an einer Zweier-Kandidatur bekundet. Nachdem entschieden wurde die Endrunde als paneuropäische Endrunde auszurichten, hatte sich die Slowakei nicht für die Ausrichtung von Spielen beworben. In der Qualifikation trafen die Slowaken, die seit November 2018 von Pavel Hapal trainiert wurden, auf Kroatien, Wales, Ungarn und Aserbaidschan. Die Slowaken begannen mit einem 2:0-Sieg gegen Ungarn, verloren dann aber in Wales mit 0:1. Nach einem 5:1-Sieg in Aserbaidschan, verloren sie daheim gegen Kroatien mit 0:4. In die zweite Hälfte starteten sie mit einem 2:1-Sieg in Ungarn. Nach einem 1:1 gegen Wales und einer 1:3-Niederlage in Kroatien, mussten sie hoffen, dass sich Wales und Ungarn – bei einem eigenen Sieg gegen Aserbaidschan – remis trennten. Dann wären die Slowaken durch den gewonnenen direkten Vergleich Gruppenzweite vor Ungarn. Da Wales aber mit 2:0 gegen Ungarn gewann, zogen die Waliser an beiden vorbei und qualifizierten sich als Gruppenzweite hinter Kroatien für die EM-Endrunde. Obwohl die Slowaken in ihrer Gruppe der UEFA Nations League 2018/19 nur Dritte wurden, hatten sie dennoch die Chance sich über die Playoffs zu qualifizieren. Denn beide Gruppengegner – die Ukraine und Tschechien – konnten sich direkt für die Endrunde qualifizieren. In den Playoffs trafen sie im Oktober 2020 zunächst daheim auf Irland und konnten nach torlosen 120 Minuten im Elfmeterschießen gewinnen. Vier Wochen vor dem Finalspiel gegen Nordirland wurde Pavel Hapal nach einer 2:3-Niederlage gegen Israel in der UEFA Nations League 2020/21 entlassen. Die Mannschaft wurde im Finalspiel von Interimstrainer Štefan Tarkovič betreut. In Nordirland gingen sie zwar früh in Führung, durch ein Eigentor zwei Minuten vor dem Spielende kam es aber zur Verlängerung, in der sie sich dann letztlich durchsetzten. Bei der Endrunde trafen sie auf Spanien, Schweden und Polen. Nach dem Auftaktsieg gegen Polen wurden die beiden anderen Spiele verloren, wodurch die Slowaken als schlechtester Gruppendritter ausschieden.

### EM 2024
In der Qualifikation für die zweite EM in Deutschland wurden die Slowaken Gruppenzweiter hinter Portugal und vor Luxemburg, Island, Bosnien & Herzegowina sowie Liechtenstein. Dabei starteten sie mit einem torlosen Remis gegen Luxemburg, verloren dann aber nur die beiden Spiele gegen Portugal, das alle Spiele gewann, konnte aber die restlichen Spiele gewinnen. Bei der Endrunde sind Belgien, Rumänien und die Ukraine, den gewinner des Play-off-Pfad B, die Gegner.
Die Slowaken starteten mit einem 1:0-Sieg gegen Belgien in die Endrunde, verloren dann mit 1:2 gegen die Ukraine und trennten sich 1:1 von Rumänien. Damit hatten erstmals in der EM-Geschichte die vier Mannschaften einer Gruppe am Ende vier Punkte, so dass die Tordifferenzen entscheiden mussten. Hier lagen Rumänien und Belgien mit +1 vor den Slowaken, die eine ausgeglichene Tordifferenz hatten, wogegen die Ukrainer mit einer Tordifferenz von −2 Gruppenletzte wurden. Die Slowaken waren mit ihren vier Punkten aber drittbester Gruppendritter und trafen im Achtelfinale auf England. Die Slowaken gingen in der 25. Minute durch das dritte EM-Tor von Ivan Schranz in Führung und hielten diese bis in die Nachspielzeit. In der 5. Minute der Nachspielzeit kassierten sie aber noch den Ausgleich und verloren in der anschließenden Verlängerung mit 1:2.

## Slowakische Spieler mit den meisten Einsätzen bei Europameisterschaften
| Spiele | Spieler           | Jahr (Spiele)                |
| ------ | ----------------- | ---------------------------- |
| 11     | Juraj Kucka       | 2016 (4), 2021 (3), 2024 (4) |
|        | Peter Pekarík     | 2016 (4), 2021 (3), 2024 (4) |
| 10     | Ondrej Duda       | 2016 (3), 2021 (3), 2024 (4) |
| 9      | Milan Škriniar    | 2016 (2), 2021 (3), 2024 (4) |
| 7      | Marek Hamšík      | 2016 (4), 2021 (3)           |
|        | Martin Dúbravka   | 2021 (3), 2024 (4)           |
|        | Lukáš Haraslín    | 2021 (3), 2024 (4)           |
| 6      | Koloman Gögh      | 1976 (2), 1980 (4)           |
|        | Róbert Mak        | 2016 (3), 2021 (3)           |
|        | Marián Masný      | 1976 (2), 1980 (4)           |
|        | Anton Ondruš      | 1976 (2), 1980 (4)           |
|        | Vladimír Weiss    | 2016 (4), 2021 (2)           |
|        | Tomáš Suslov      | 2021 (2), 2024 (4)           |
| 5      | Michal Ďuriš      | 2016 (3), 2021 (2)           |
|        | Tomáš Hubočan     | 2016 (2), 2021 (3)           |
|        | Ladislav Jurkemik | 1976 (2), 1980 (3)           |
|        | Dávid Hancko      | 2021 (1), 2024 (4)           |
|        | Stanislav Lobotka | 2021 (1), 2024 (4)           |
| 4      | Jozef Barmoš      | 1976 (0), 1980 (4)           |
|        | Patrik Hrošovský  | 2016 (2), 2021 (2)           |
|        | Ján Kozák         | 1980 (4)                     |
|        | Martin Škrtel     | 2016 (4)                     |
|        | Ján Ďurica        | 2016 (4)                     |
|        | Matúš Kozáčik     | 2016 (4)                     |
|        | Róbert Boženík    | 2024 (4)                     |
|        | Ivan Schranz      | 2024 (4)                     |
|        | David Strelec     | 2024 (4)                     |
|        | Denis Vavro       | 2024 (4)                     |

Anmerkung: Kursiv gesetzte Spieler spielten für die Tschechoslowakei

## Spieler mit den meisten Toren bei Europameisterschaften
| Tore | Spieler            | Jahr (Tore)        |
| ---- | ------------------ | ------------------ |
| 3    | Ivan Schranz       | 2024 (3)           |
| 2    | Ondrej Duda        | 2016 (1), 2024 (1) |
| 1    | Karol Dobiaš*      | 1976 (1)           |
|      | Marek Hamšík       | 2016 (1)           |
|      | Ladislav Jurkemik* | 1976 (0), 1980 (1) |
|      | Anton Ondruš*      | 1976 (1), 1980 (0) |
|      | Ladislav Pavlovič* | 1960 (1)           |
|      | Ján Švehlík*       | 1976 (1)           |
|      | Milan Škriniar     | 2021 (1)           |
|      | Vladimír Weiss     | 2016 (1)           |

Anmerkung: Mit „*“ markierte Spieler spielten für die Tschechoslowakei

## Anteil der im Ausland spielenden Spieler im EM-Kader
Alle in den tschechoslowakischen Kadern stehenden Slowaken spielten in der Tschechoslowakei.
| Jahr (Spiele) | Anzahl (Länder) | Spieler (Einsätze) |
| ------------- | --- | --- |
| 2016 (4)      | 20 (2 in Deutschland, 1 in England, 1 in Griechenland, 4 in Italien, 1 in Katar, 1 den Niederlanden, 1 in Österreich, 1 in Polen, 2 in Russland, 4 in Tschechien, 1 in der Türkei, 1 in Ungarn)             | Peter Pekarík (4), Dušan Švento (3); Martin Škrtel (4); Róbert Mak (3); Norbert Gyömbér (2), Marek Hamšík (4), Juraj Kucka (4), Milan Škriniar (2); Vladimír Weiss (4); Adam Nemec (2); Ján Novota; Ondrej Duda (3); Ján Ďurica (4), Tomáš Hubočan (2); Michal Ďuriš (3), Ján Greguš (2), Patrik Hrošovský (4), Matúš Kozáčik (4); Miroslav Stoch (1), Stanislav Šesták (2) |
| 2021 (3)      | 25 (1 in Belgien, 3 in Deutschland, 2 in England, 4 in Italien, 2 den Niederlanden, 2 in Polen, 1 in Schweden, 2 in Spanien, 4 in Tschechien, 1 in Ungarn, 1 in den USA, 2 in Zypern)                       | Patrik Hrošovský (2); László Bénes (2), Ondrej Duda (3), Peter Pekarík (3); Martin Dúbravka (3), Marek Rodák (0); Lukáš Haraslín (3), Juraj Kucka (3), Stanislav Lobotka (1), Milan Škriniar (3); Róbert Boženík (0), Tomáš Suslov (2); Dušan Kuciak (0), Ľubomír Šatka (3); Marek Hamšík (3); Martin Valjent 1 (0), Denis Vavro (0); Dávid Hancko (1), Jakub Hromada (2), Martin Koscelník (2), Ivan Schranz (0); Róbert Mak (3), Ján Greguš (1); Michal Ďuriš (2), Tomáš Hubočan (3) |
| 2024 (4)      | 23 (1 in Belgien, 1 in Dänemark, 3 in Deutschland, 2 in England, 1 in Frankreich, 6 in Italien, 2 den Niederlanden, 1 in Portugal, 4 in Tschechien, 1 in den USA, 1 in den Vereinigten Arabischen Emiraten) | Patrik Hrošovský (0); Denis Vavro (4); László Bénes 1 (2), Matúš Bero (2), Peter Pekarík 1 (4); Martin Dúbravka (4), Marek Rodák (0); Milan Škriniar (4); Ondrej Duda (4), Dávid Ďuriš (2), Norbert Gyömbér (2), Stanislav Lobotka (4), Adam Obert (2), Tomáš Suslov (4); Dávid Hancko (4), Leo Sauer (1); Róbert Boženík (4); Lukáš Haraslín (4), Tomáš Rigo (0), Ivan Schranz (4), Ľubomír Tupta (1); Henrich Ravas (0); Vernon De Marco (0)                                         |

Stand: 30. Juni 2024

## Spiele
| Alle EM-Spiele |               |             |           |              |                         |             |
| Nr.            | Datum         | Gegner      | Ergebnis  | Anlass       | Austragungsort          | Bemerkungen |
| 1              | 11. Juni 2016 | Wales       | 1:2       | Vorrunde     | Bordeaux (FRA)          |             |
| 2              | 15. Juni 2016 | Russland    | 2:1       | Vorrunde     | Lille (FRA)             |             |
| 3              | 20. Juni 2016 | England     | 0:0       | Vorrunde     | Saint-Étienne (FRA)     |             |
| 4              | 26. Juni 2016 | Deutschland | 0:3       | Achtelfinale | Lille (FRA)             |             |
| 5              | 14. Juni 2021 | Polen       | 2:1       | Vorrunde     | Dublin (IRL)            |             |
| 6              | 18. Juni 2021 | Schweden    | 0:1       | Vorrunde     | Dublin (IRL)            |             |
| 7              | 23. Juni 2021 | Spanien     | 0:5       | Vorrunde     | Bilbao (ESP)            |             |
| 8              | 17. Juni 2024 | Belgien     | 1:0       | Vorrunde     | Frankfurt am Main (DEU) |             |
| 9              | 21. Juni 2024 | Ukraine     | 1:2       | Vorrunde     | Düsseldorf (DEU)        |             |
| 10             | 26. Juni 2024 | Rumänien    | 1:1       | Vorrunde     | Frankfurt am Main (DEU) |             |
| 11             | 30. Juni 2024 | England     | 1:2 n. V. | Achtelfinale | Gelsenkirchen (DEU)     |             |

Gegen diese Länder gab es die höchsten Siege beim EM-Turnier:
- Belgien: 2024 Vorrunde 1:0 (einziger Sieg gegen Belgien)
- Russland: 2016 Vorrunde 2:1 (zudem ein 1:0 in der EM-Qualifikation 2012 und ein 2:1 in einem Freundschaftsspiel)

Gegen diese Länder gab es die höchsten Niederlagen beim EM-Turnier:
- Spanien: 2021 Vorrunde 0:5
- Ukraine: 2024 Vorrunde 1:2 (zudem je 1× 0:1, 1:2 und 2:3)